# Winnie Gebhardt-Gayler
Winnie Gebhardt-Gayler (* 12. März 1929; † 27. August 2014) war eine deutsche Illustratorin von Kinder- und Schulbüchern. Bekannt wurde sie vor allem durch ihre Zeichnungen für Otfried Preußlers Kinderbücher Der kleine Wassermann und Die kleine Hexe.

## Leben und Schaffen
Zu Winnie Gebhardt-Gaylers Geburtsort existieren unterschiedliche Angaben. Sie wurde entweder in Crailsheim oder in Stuttgart geboren. In der Nachkriegszeit holte sie ihr Abitur nach, da sie wegen des Krieges ihre Ausbildung nicht beenden konnte. Anschließend wurde sie an der Akademie der Bildenden Künste Stuttgart aufgenommen. Dort studierte sie fünf Jahre lang Grafik, Malerei und Lithografie.
Nach ihrem Studium lernte sie Lotte Weitbrecht, die Entdeckerin von Michael Ende, kennen. Weitbrecht legte ihr das unveröffentlichte Manuskript vom kleinen Wassermann vor, und Gebhardt-Gayler gab dazu Probezeichnungen ab sowie einen Entwurf für die Titelseite. Daraufhin entschloss sich der Thienemann Verlag, das Buch mit ihren Illustrationen im Jahr 1956 zu publizieren. 1957 wurde das Werk mit dem Sonderpreis für Text und Illustration des Deutschen Jugendliteraturpreises ausgezeichnet. Weitere Bücher von Preußler mit ihren Zeichnungen waren Die kleine Hexe (1957) und Thomas Vogelschreck (1958). In den folgenden Jahren bebilderte Gebhardt-Gayler auch viele Kinderbücher von anderen bekannten Autoren, darunter zwei Ausgaben von Wilhelm Matthießen (Die Katzenburg, 1958 und Am stillen Brunnen, 1967) sowie Werke von Frithjof Fischer, Nino Erné, Miss Read, Käthe Recheis, Gianni Rodari und Josef Guggenmos.
Neben den Illustrationen für Kinderbücher, die hauptsächlich beim Thienemann Verlag erschienen, zeichnete sie auch die Bilder für einige Schulbücher und entwarf die Plakate eines englischen Unternehmens für Lebensmittel. In späteren Jahren arbeitete sie regelmäßig für eine Kinderzeitschrift und entwarf auch Spiele.
Winnie Gebhardt-Gayler verstarb am 27. August 2014 mit 85 Jahren.

## Werke (Auswahl)
- 1956: Der kleine Wassermann von Otfried Preußler
- 1957: Die kleine Hexe von Otfried Preußler
- 1958: Thomas Vogelschreck von Otfried Preußler
- 1958: Lesen und lauschen, Band 2, Schulbuch für das 3. und 4. Schuljahr
- 1958: Die Katzenburg von Wilhelm Matthießen
- 1960: Eine unnütze Gesellschaft von Frithjof Fischer-Sörensen
- 1960: Ja, ja – die Kinder von Helmuth Leonhardt
- 1961: Peter und die andern von August Vaupel
- 1962: Mein Sprachbuch, Ausgabe A, Schulbuch für das 1. und 2. Schuljahr
- 1963: Karussell der Kindheit von Nino Erné
- 1964: Sechs fliegende Pferde von Miss Read und Käthe Recheis
- 1965: Weisses Einhorn, rote Korallen von Irmelin Sandman Lilius
- 1967: Am stillen Brunnen von Wilhelm Matthießen
- 1974: Die Reise nach Odessa von Sergej Alekseevič Baruzdin
- 1975: Hallo, hier ist Papa! – Telefongeschichten von Gianni Rodari
- 1977: Nasenputzer und Flimmerbacke von Giesela Krahl
- 1979: Der Riesenschnurrbart und andere spassige Geschichten von Alfred Hageni
- 1980: Wer braucht tausend Schuhe? von Josef Guggenmos
- 1981: Kunterbunte Knobelkiste von Hans Gärtner
- 1981: Ritter Zachus vom Zachelstein von Heinrich Ludwig
- 1981: Wunschgeschichten von Elisabeth Stiemert

## Ausstellungen
- 2020: Räuber Hotzenplotz, Krabat und Die kleine Hexe Otfried Preußler – Figurenschöpfer und Geschichtenerzähler Ludwig Galerie Schloss Oberhausen